# Weense Bible Moralisée C.V. 1179

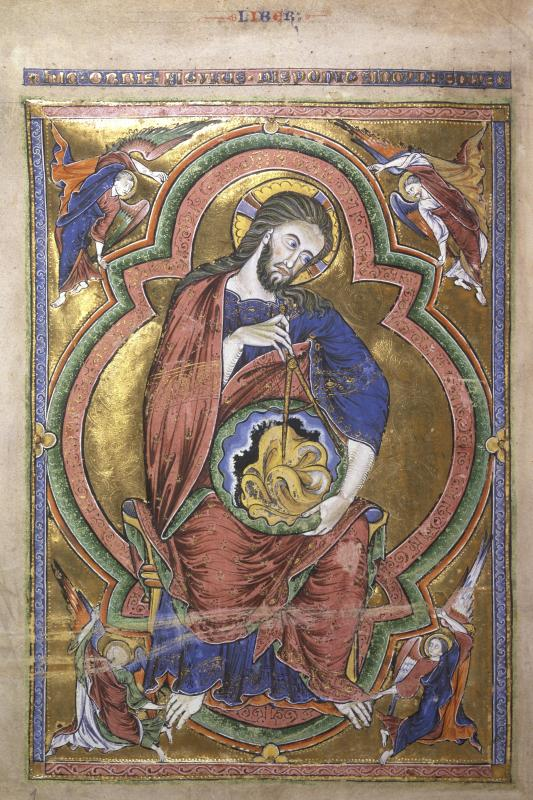
God die de wereld schept, miniatuur op het voorblad van de Bible Moralisée Parijs ca. 1220-1230. Österreichische Nationalbibliothek CV. 1179, Wenen

De Weense Bible Moralisée C.V. 1179 is een Bible moralisée die tussen 1220 en 1230 gemaakt werd in Parijs voor een onbekende opdrachtgever, waarschijnlijk uit de koninklijke familie. Het werk wordt nu bewaard in de Österreichische Nationalbibliothek als Codex Vindobonensis 1179. De Weense bibliotheek bezit nog een tweede Bible Moralisée de C.V. 2554. De codex 1179 werd geschreven in het Latijn, zoals de andere gelijkaardige manuscripten uit de 13e eeuw. Alleen de cod. vin. 2554 was in het Oudfrans gesteld.

## Geschiedenis
Deze twee handschriften die bewaard worden in Wenen zijn de oudste bewaarde Bibles Moralisées. De handschriften ÖNB 1179 en ÖNB 2554 zouden in dezelfde periode, namelijk in de tweede decade van de dertiende eeuw tot stand gekomen zijn in Parijs. ÖNB 1179 zou het jongste van beide handschriften zijn en enkele jaren na ÖNB 2554 zijn gemaakt, volgens Lowden in de periode 1220-1226.
Over de latere geschiedenis van het handschrift is weinig bekend. In de achttiende eeuw is het manuscript in het bezit van prins Eugen van Savoye. In die periode werd het handschrift ook opnieuw ingebonden en voorzien van een band in donkerblauw marokijnleder over stijf karton, met op de voor- en achterzijde de wapens van de prins. Deze band zou gemaakt zijn door Etienne Boyet in Wenen na 1713. Uit de tijd daarvoor is op folium 1 recto en folium 246 verso een stempel terug te vinden met een dubbele adelaar die een rood-wit schild vasthoudt. De stad Lübeck heeft een dergelijk schild, maar tot nu toe heeft men niet kunnen achterhalen wie die vroegere eigenaar kan geweest zijn. Een rode stempel van de keizerlijke bibliotheek in Parijs werd op dezelfde folia in 1809 aangebracht.
Na het overlijden van Prins Eugen wordt zijn bibliotheek in 1738 door zijn nicht Victoria van Savoye, zijn voornaamste erfgename, verkocht aan Keizer Karel VI en kwam zo terecht in de Kaiserliche Hofbibliotheek, die in 1920 zal overgaan in de Nationalbibliothek. Het handschrift wordt, zoals ÖNB 2554 door de legers van Napoleon in 1809 als buit mee naar Frankrijk gevoerd, maar aan Oostenrijk gerestitueerd in 1815.

## Beschrijving
De beschrijving is grotendeels gebaseerd op Hermann.
Het handschrift bestaat uit 246 genummerde folia uit perkament van actueel 295 x 430 mm groot. Het figuur/tekstblok binnen het manuscript varieert tussen 275/257 x 210/190 mm en is dus iets kleiner dan dat van ÖNB 2554. De medaillons in beide handschriften hebben een doormeter van ca. 65 mm.
Zoals het zusterexemplaar begint het manuscript begint met een miniatuur van God de Vader als architect van het universum maar het ontwerp van beide miniaturen is tamelijk verschillend. In ÖNB 1179 is God De Vader zittend op een troon afgebeeld in een vierpas en omringd door engelen in de hoeken van de miniatuur. In ÖNB 2554 staat hij gebogen over zijn scheppingswerk binnen een rechthoekig kader.
De rest van het werk bevat de teksten en miniaturen zoals beschreven in de paragraaf vormgeving. Het handschrift bevat 1950 miniaturen die de teksten behandelen uit de Bijbelboeken: Genesis; Exodus; Leviticus; Numerus (Numeri); Deuteronomium; Jozua; Rechters; Ruth; Regum .i. (1 Samuël); Regum .ii. (2 Samuël); Regum .iii. (1 Koningen); Regum .iiii. (2 Koningen); Esdrae i (Ezra); Esdrae ii (Nehemia); Job; Daniël; Tobit; Judith; Esther; 1 Makkabeeën; 2 Makkabeeën en het eindigt met de Apocalyps van Johannes.
Er zijn dus nog steeds een aantal boeken van het Oude Testament die ontbreken en het Nieuwe Testament ontbreekt volledig op de Apocalyps van Johannes na.

## Vormgeving

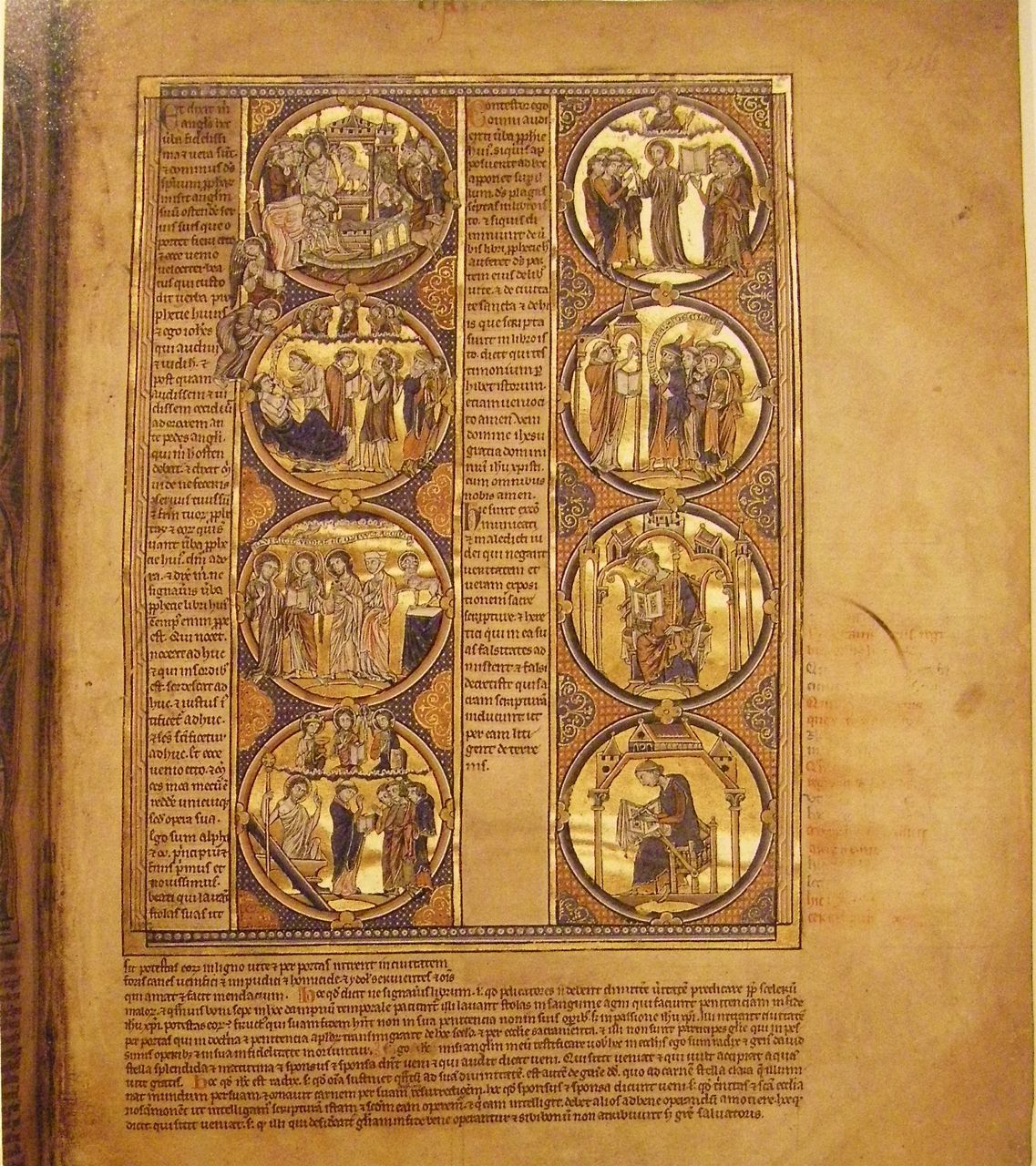
ÖNB 1179, f264r

De vroegste vier van deze Bibles Moralisées uit de eerste helft van de 13e eeuw hebben allemaal dezelfde basis lay-out. Op elke bladzijde zijn er twee kolommen met telkens vier miniaturen in een medaillon. De bovenste miniatuur van elk tweetal geeft de scène uit het Oude Testament weer, de onderste de verklaring naar het Nieuwe Testament, of een allegorische of mystieke betekenis van het Oudtestamentische verhaal. Naast de miniaturen zijn er twee smalle kolommen met de verklarende tekst. Als we de miniaturen over het Oude Testament A, B, C en D noemen en de daaraan toegevoegde verklarende miniaturen a, b, c, en d, dan ziet de pagina in dit handschrift er als volgt uit
| txt | A | txt | C |
| txt | a | txt | c |
| txt | B | txt | D |
| txt | b | txt | d |

Onderzoekers gaan er tegenwoordig van uit dat ÖNB 1179 tot stand kwam na ÖNB 2554 en dat op basis van de ervaringen met het vroegste manuscript enkele wijzigingen werden aangebracht. De eerste wijziging betreft de leesrichting, zoals men uit het bovenstaande schema kan opmaken. Men leest nu per kolom tekst en beeld van boven naar onder en de kolommen van links naar rechts. Dit stemt overeen met de normale manier van lezen van een tekst die in kolommen geschreven. Deze opmaak zal in alle volgende Bibles Moralisées gebruikt worden. Het nadeel van deze nieuwe opmaak is dat de mooie symmetrische bladspiegel verdwijnt. De taal die gebruikt werd in deze nieuwere versie is het Latijn in plaats van het Oudfrans en ook dat zal doorgetrokken worden naar alle latere versies uit de dertiende eeuw.
Typisch voor dit handschrift is dat de teksten soms zeer lang zijn en de tekst frequent in de marge naast het figuur/tekstblok werd geschreven, dit komt vooral voor bij de Apocalyps.
Zoals in alle Bible Moralisées uit de dertiende eeuw werden de miniaturen geschilderd op twee tegenoverliggende bladzijden, maar de achterzijde van het perkament werd telkens blanco gelaten, om te vermijden dat de kleuren en tekeningen van de ene zijde die op de andere zijde zouden storen. Deze werkwijze maakte het boek extra kostelijk, het aantal benodigde folia werd hierdoor verdubbeld. De techniek is weliswaar niet uniek voor deze periode, voor een aantal luxueuze psalmboeken uit deze tijd werd dezelfde techniek toegepast, onder meer in het Ingeborgpsalter, eveneens een werk voor het koninklijk hof. Voor de teksten en miniaturen werd (voornamelijk) de haarzijde van het perkament gebruikt. De haarzijde is wat ruwer dan de vleeszijde, wat een betere hechting van inkt en pigmenten geeft.
De indeling van het tekst/figuurblok is zoals hoger gezegd gewijzigd. Het blok bevat nu twee kolommen met telkens links de tekst en rechts de medaillons. De tekstkolommen zijn ca. 28 mm breed. Tekst en medaillons zijn gescheiden door een gouden boord. Het tekst/figuurblok is omkaderd met een gouden boord en daarbinnen een geschilderd boordje met florale of geometrische figuren. In de kolom met tekst zijn geen afboordingen voorzien en de tekst bij een medaillon is soms veel korter dan het medaillon hoog is en dan weer veel langer. De medaillons hebben een gekleurde boord en zijn aan de raakpunten met de boorden en met elkaar verbonden met een gouden bloem. In de linkerkolom zijn deze randen roze in de rechterkolom blauw. In de ruimte tussen de medaillons werden halve vierpassen gebruikt voor de decoratie (slechts een kwart in de hoeken). Deze vierpassen zijn rood in de linker kolom en blauw in de rechtse. De medaillons hebben een achtergrond van gepolierd bladgoud. De achtergrond van het figuurblok is blauw gerasterd in de linkerkolom en rood gerasterd in de tweede kolom.
In de miniaturen werd er overvloedig gebruikgemaakt van diepblauw en dof rood maar ook helrood en wit worden frequent gebruikt, groen en bruin komen minder voor. Zoals de andere Bibles Moralisées geeft de ÖNB 1179 met zijn moralistische commentaren dikwijls de kritiek van de monastieke wereld op de leken weer. Hij toont in zijn miniaturen dan ook een staalkaart van het leven in de vroege dertiende eeuw met afbeeldingen van de mensen, de sociale groepen, gewoontes, kleding, werk en spel, deugden en ondeugden van de middeleeuwer. Het werk bevat ook talrijke anti-Semitische beelden.

## Dedicatie miniatuur
De laatste twee miniaturen in het handschrift op folium 246r (zie afbeelding hierboven) hebben niets met de Apocalyps te doen Maar stellen een getroonde koning en een kopiist voor die beiden bezig zijn met een boek dat qua lay-out lijkt op een Bible Moralisée. Naast de beelden zijn er sporen te zien van nagenoeg uitgewiste tekst. Generaties geleerden hebben zich al beziggehouden met uit te zoeken wat er staat maar op één vers na heeft men de tekst nog niet kunnen ontcijferen. De tweede regel zou te lezen zijn als REX ATTAVIS NATUS REGIBUS ORBIS HONOR. Sommigen hebben hieruit afgeleid dat Lodewijk VIII hier wordt voorgesteld als opdrachtgever of bestemmeling van het handschrift, Blanche van Castilië zou dan ook voor deze Bijbel de opdrachtgeefster geweest zijn. Anderen zijn het dan weer totaal niet eens met deze visie

## Gelijkaardige manuscripten
De Weense Bijbel ÖNB 1179 hoort bij de vier vroege Bibles Moralisées die ontstaan zijn in de periode tussen 1220 en 1234. Deze vier Bijbels lijken zeer sterk op elkaar maar vooral de Oxford-Parijs-Harley versie en de Toledo-Morgan versie zijn zeer sterk met elkaar verwant.
De oudste Bibles Moralisées, die trouwens zeer dicht bij elkaar aanleunen, zijn de exemplaren die bewaard worden in Wenen in de Österreichische Nationalbibliothek (Codex Vindobonensis 1179 en 2554), ze worden weleens de eerste generatie van Bibles Moralisées genoemd. De tweede generatie van Bibles Moralisées bestaat uit de handschriften Oxford-Parijs-Harley en de Toledo-Morgan-Bijbel. Deze tweede generatie volgt de Vulgaat veel meer uitgesproken dan de werken van de eerste generatie.
Codex Amiatinus · Anjou-Bijbel · Bury Bijbel · Bijbel van de Heilige Lodewijk · Gotische Bijbel · Middelfrankische Rijmbijbel · Rado-Bijbel · Rijmbijbel · Ripoll-bijbels - Souvigny-Bijbel · Speyer-fragment · Tweede Bijbel van Karel de Kale · Weense Bible Moralisée C.V. 1179 · Weense Bible Moralisée C.V. 2554 · Weense Genesis · Wenceslaus-Bijbel · Zwolse Bijbel